# Parapetalus parapetalopsis
Parapetalus parapetalopsis is een eenoogkreeftjessoort uit de familie van de Caligidae. De wetenschappelijke naam van de soort is voor het eerst geldig gepubliceerd in 1973 door Hameed & Pillai.